# Minoella
Minoella es un género de foraminífero bentónico considerado un sinónimo posterior de Cancellina de la subfamilia Neoschwagerininae, de la familia Neoschwagerinidae, de la superfamilia Fusulinoidea, del suborden Fusulinina y del orden Fusulinida. Su especie tipo era Neoschwagerina (Cancellina) nipponica. Su rango cronoestratigráfico abarcaba desde el Kubergandiense hasta el Murgabiense (Pérmico medio).

## Discusión
Clasificaciones más recientes incluirían Minoella en la superfamilia Neoschwagerinoidea, y en la subclase Fusulinana de la clase Fusulinata. Minoella fue propuesto como un subgénero de Neoschwagerina, es decir, Neoschwagerina (Minoella).

## Clasificación
Minoella incluía a las siguientes especies:
- Minoella eonipponica †
- Minoella nipponica †